# معتليات الشجر
مُعْتَلِيَاتُ الشَجَر أو الفانداوات (الاسم العلمي: Epidendroideae) هي أسرة من النباتات تتبع الفصيلة السحلبية من رتبة الهليونيات. معتليات الشجر أكبر من جميع فصائل السحلبيات الأخرى معًا إذ تضم أكثر من 15000 نوع في 576 جنسًا. معظم معتليات الشجر هي نباتات هوائية استوائية تكون عادةً ذات أبصال كاذبة. ومع ذلك هناك البعض منها تكون نباتات أرضية مثل جنس الأفيبقطس وحتى عدد قليل منها من غيريات التغذية الفطرية والتي تتطفل على الفطريات.

## قبائل معتليات الشجر
- الدندربيوناوية
  - الدندربيونينة
- الفانداوية
  - الأريدينة
    - الأريدي
    - الفاندا
- الزورقاناوية
  - الزورقانينة
    - الزورقان